# رن فوجیمورا
رن فوجیمورا (انگلیسی: Ren Fujimura؛ زادهٔ ۲۶ مهٔ ۱۹۹۹) بازیکن فوتبال اهل ژاپن است.
از باشگاه‌هایی که در آن بازی کرده‌است می‌توان به باشگاه فوتبال کونسادول ساپورو اشاره کرد.